# Lithacodia limbata
Lithacodia limbata là một loài bướm đêm trong họ Noctuidae.